# Pegboard
 (juillet 2020).

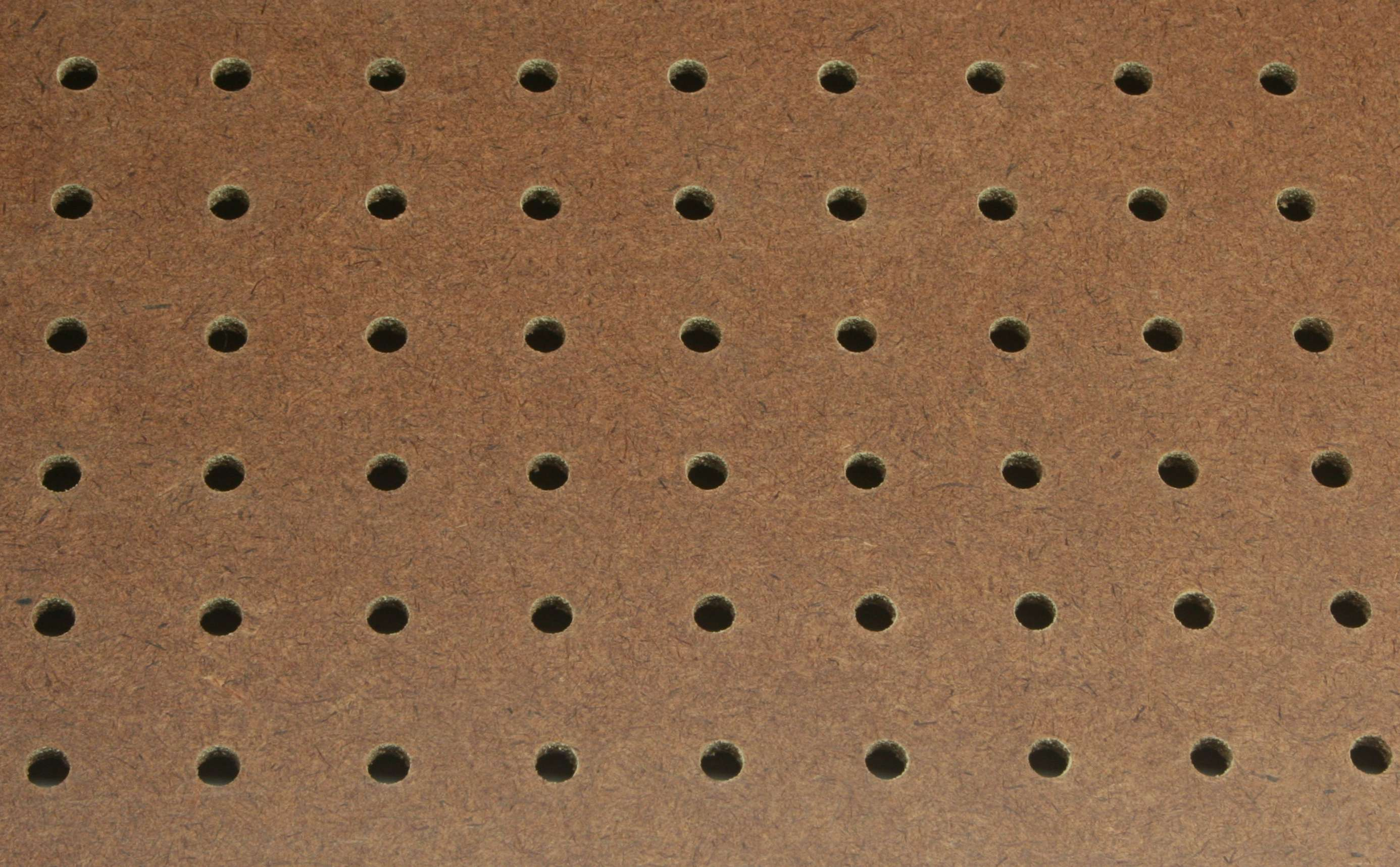
Une vue rapprochée d'un Pegboard

Le Pegboard est un panneau de fibres dur qui est pré-percé de trous régulièrement espacés. 
Les trous sont utilisés pour accepter des chevilles ou des crochets afin de supporter divers articles, tels que des outils dans un atelier. Peg-Board est une marque déposée qui a expiré. Elle était utilisée comme nom de marque par Masonite Corporation, utilisée pour la première fois en 1962, elle est souvent utilisée comme terme générique pour les panneaux de stockage perforés en panneaux durs, en bois, en métal ou en tout autre matériau. Le Pegboard est couramment utilisé dans les magasins de vente au détail avec des tiges d'acier qui dépassent pour contenir des produits suspendus tels que des chips en sac, de l'encre d'imprimante et des figurines.[réf. nécessaire]

## Matériaux
Les Pegboard et les systèmes similaires sont constitués d'une variété de matériaux, chacun ayant des caractéristiques différentes qui affectent la gamme d'utilisations possibles. 
Le Pegboard standard est fabriqué dans des fibres de bois, généralement avec l'ajout de résine, et trempés par enduction d'une fine couche d'huile de lin et une cuisson à haute température pour polymériser l'huile. Cela offre plus de résistance à l'eau et aux chocs, de dureté, de rigidité et de résistance à la traction. Le Pegboard se pliera et se déformera avec l'âge et en présence d'humidité. Il s'affaissera sous un poids lourd (le poids exact est basé sur les dimensions et la qualité du matériau) à moins d'être fixé avec une répartition uniforme du poids entre plusieurs points de montage. [réf. nécessaire]
Le Pegboard est plus laborieux à fabriquer, il se déformera et risque de se briser sous de lourdes charges, mais il est parfois sélectionné pour des raisons esthétiques. Un bois peu coûteux tel que le pin est souvent utilisé, et il peut être traité chimiquement pour ses caractéristiques de résistance et ignifuge ou transformé en contreplaqué en premier. Le Pegboard peut être monté comme une mince bande, au lieu de la forme la plus courante, en carrée. [réf. nécessaire]
Les systèmes de Pegboard métalliques sont généralement fabriqués en acier. Les Pegboard métalliques sont généralement montés en bandes, car il serait relativement coûteux, encombrant et inefficace de vendre en feuilles plus grandes. Les Pegboard en métal suffisamment épais ne s'affaissent pas entre les points de montage. Au lieu de cela, le montage du système sur des surfaces telles que des poutres en bois ou des plaques de plâtre s'écroulera généralement sous le poids de la charge avant la déformation du Pegboard en métal,. Les fabricants conseillent aux clients de suspendre les outils et autres équipements en fonction de la résistance estimée des points de montage. Les systèmes de Pegboard métalliques de haute qualité utilisent des trous extrudés, tandis que d'autres systèmes ont les trous percés après la coulée. 

## Usages fréquents
Les Pegboard et les systèmes similaires sont notamment conçus pour supporter des crochets à chevilles. Ceux-ci sont généralement montés à la main et se soutiennent uniquement par gravité, bien que certains systèmes utilisent des vis à la place. Ces vis peuvent être supportées par des sangles supplémentaires pour empêcher le métal de se plier sous une charge importante. Les crochets servent à leur tour de rangement pour une variété d'objets tels que des outils et des clés. Les systèmes métalliques robustes peuvent supporter les objets les plus lourds, tels que les tondeuses à gazon à ou des vélos stockés verticalement. 
Ces systèmes de rangement sont généralement montés dans des zones utilitaires telles qu'un garage, un hangar de stockage ou un atelier de production. Les Pegboard peuvent également être utilisés dans des environnements professionnels tels que les usines, ainsi que les étagères arrière pour les magasins de hard-discount (des versions plus grandes et plus épaisses sont utilisées par les supermarchés), mais sont rarement vues dans les zones marchandes plus luxueuses. 

### Jeux et éducation
Les Pegboard sont utilisés dans les jeux et à des fins éducatives. 
Les jeux basés sur le concept de Pegboard s'inspire de la mosaïque, où un enfant peut créer des images et des lettres en insérant des piquets colorés dans le panneau, de manière similaire au pixel art. Ces planches sont conçues pour que les chevilles ne tombent pas lorsque la planche est inclinée à partir d'une position horizontale. 
Les mathématiques et la géométrie pré-scolaires et élémentaires peuvent être enseignées à l'aide d'un Pegboard. Les opérations de base comme la somme, la soustraction, la multiplication et la division peuvent être illustrées en déplaçant des chevilles sur la planche, de la même manière qu'un boulier. Des concepts tels que la propriété associative des sommes, des tables de multiplication, des nombres carrés et triangulaires peuvent également être facilement partagés de façon graphique.

### Décoration d'intérieur
Le Pegboard est une solution intéressante pour la décoration d'intérieur. Il a connu un véritable retour en grâce en 2018. Le Pegboard est utilisé comme une étagère murale et mélange les aspects utilitaires et décoratifs. C'est un objet modulable par nature et il s'adapte parfaitement à l'organisation d'espaces. De nombreuses marques de design produisent à nouveau des modèles de Pegboard, ou lancent des séries inspirés de cet objet de référence, comme Gassien  ou la marque Hay avec le modèle Pinorama de la designer et décoratrice Française Inga Sempé.

## Dimensions et disposition typiques
Ces dimensions s'appliquent aux systèmes de Pegboard normalisés. D'autres systèmes peuvent utiliser leur propre espacement. 
| Type     | Espacement | Épaisseur | Trou dia. |
| -------- | ---------- | --------- | --------- |
| A        | 1"         | 1/8 "     | 3/16 "    |
| B        | 1"         | 1/4 "     | 1/4 "     |
| métrique | 25 mm      |           | 4 mm      |
| métrique | 25 mm      |           | 6 mm      |